# لوك إتيان
لوك إتيان (بالفرنسية: Luc Étienne)‏ هو كاتب فرنسي، ولد في 8 سبتمبر 1908 في Neuflize ‏ في فرنسا، وتوفي في 27 نوفمبر 1984 في رانس في فرنسا.